# Temporada 1947-48 de los Washington Capitols
La Temporada 1947-48 fue la segunda de los Washington Capitols en la BAA. La temporada regular acabó con 28 victorias y 20 derrotas, produciéndose un triple empate en la División Oeste, siendo eliminado para los playoffs por Chicago Stags y Baltimore Bullets.

## Temporada regular
| # | División Oeste        | División Oeste | División Oeste | División Oeste | División Oeste |
| # | Equipo                | G              | P              | %              | PD             |
| - | --------------------- | -------------- | -------------- | -------------- | -------------- |
| 1 | x- St. Louis Bombers  | 29             | 19             | .604           | –              |
| 2 | x-Baltimore Bullets   | 28             | 20             | .583           | 1              |
| 3 | x-Chicago Stags       | 28             | 20             | .583           | 1              |
| 4 | x-Washington Capitols | 28             | 20             | .583           | 1              |

## Playoffs

### Desempate
| Fecha       | Partido                                        | Ciudad     |
| ----------- | ---------------------------------------------- | ---------- |
| 23 de marzo | Washington Capitols 70, Chicago Stags 74       | Chicago    |
| 25 de marzo | Baltimore Bullets 75, Washington Capitols 72   | Washington |
|             | Clasificados Chicago Stags y Baltimore Bullets |            |

## Estadísticas
| Rk | Jugador          | Edad | P  | PT | MP | TC  | TCI  | %TC  | 3P | 3PI | %3P | TL  | TLI | %TL  | RO | RD | RT | AS  | RB | TAP | BP | FP  | PTS  |
| 1  | Bob Feerick      | 28   | 48 |    |    | 6.1 | 17.9 | .340 |    |     |     | 3.9 | 5.0 | .788 |    |    |    | 1.2 |    |     |    | 2.9 | 16.1 |
| 2  | Fred Scolari     | 25   | 47 |    |    | 4.9 | 16.6 | .294 |    |     |     | 2.8 | 3.8 | .732 |    |    |    | 1.2 |    |     |    | 3.3 | 12.5 |
| 3  | Bones McKinney   | 29   | 43 |    |    | 4.2 | 15.8 | .268 |    |     |     | 2.8 | 4.4 | .644 |    |    |    | 0.8 |    |     |    | 4.1 | 11.3 |
| 4  | Johnny Norlander | 26   | 48 |    |    | 3.5 | 11.3 | .308 |    |     |     | 2.8 | 3.8 | .742 |    |    |    | 0.9 |    |     |    | 2.1 | 9.8  |
| 5  | Sonny Hertzberg  | 25   | 37 |    |    | 2.9 | 10.8 | .273 |    |     |     | 1.5 | 1.9 | .797 |    |    |    | 0.6 |    |     |    | 1.6 | 7.4  |
| 6  | Irv Torgoff      | 30   | 47 |    |    | 2.4 | 11.5 | .205 |    |     |     | 2.5 | 3.1 | .813 |    |    |    | 0.7 |    |     |    | 3.3 | 7.2  |
| 7  | John Mahnken     | 25   | 48 |    |    | 2.7 | 11.0 | .249 |    |     |     | 1.1 | 1.8 | .614 |    |    |    | 0.6 |    |     |    | 3.1 | 6.6  |
| 8  | Irv Rothenberg   | 26   | 11 |    |    | 1.4 | 5.5  | .250 |    |     |     | 1.5 | 1.9 | .762 |    |    |    | 0.1 |    |     |    | 2.0 | 4.2  |
| 9  | Dick O'Keefe     | 24   | 37 |    |    | 1.7 | 6.9  | .245 |    |     |     | 0.8 | 1.6 | .508 |    |    |    | 0.5 |    |     |    | 2.3 | 4.2  |
| 10 | Jack Tingle      | 23   | 37 |    |    | 1.0 | 3.7  | .263 |    |     |     | 0.5 | 0.9 | .515 |    |    |    | 0.2 |    |     |    | 1.2 | 2.4  |

## Galardones y récords
| Jugador      | Galardón                    |
| Bob Feerick  | Mejor quinteto de la BAA    |
| Fred Scolari | 2º Mejor quinteto de la BAA |